# Kisten

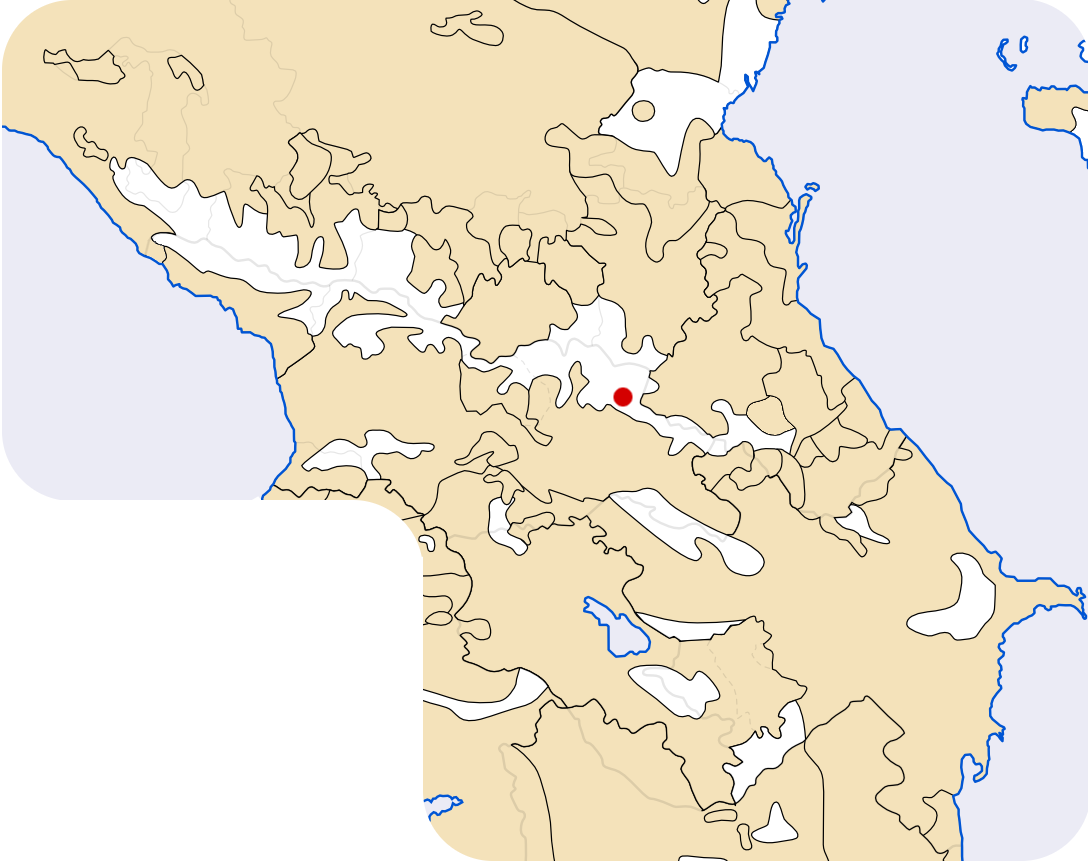
Kisten-Gebiet im Pankissi-Tal

Die Kisten (tschetschenisch КистӀий, im Dialekt КӀистий, georgisch ქისტები, Kistebi, russisch Кистинцы, Kistinzy) sind eine ethnische Minderheit in Georgien. Sie lebt überwiegend im Pankissi-Tal in der Verwaltungsregion Kachetien. 2004 zählten sie nach offiziellen Angaben insgesamt 12.000, nach inoffiziellen Schätzungen 8.000 Menschen, von denen etwa 6.000 im Pankissi-Tal wohnten. Die Kisten bekennen sich in der Mehrzahl zum sunnitischen Islam. Es ist heute eher üblich, die Kisten als eine regionale, nach Süden abgewanderte Gruppe der Tschetschenen mit eigenem Dialekt einzuordnen.

## Geschichte
Die Kisten gehören zu den Vainach-Völkern und stammen von tschetschenischen und inguschischen Stämmen ab, die in den 1830er und 1870er Jahren in das damals unbesiedelte Pankissi-Tal einwanderten. Die Umsiedler aus dem Norden kamen zumeist aus wirtschaftlicher Not, wegen einer Verfolgung aus Blutrache oder als Religionsflüchtlinge vor einer aus Dagestan nach Tschetschenien geschwappten Islamisierungswelle. Die erste kistische Ansiedlung war das Dorf Chorbalo. 1873 gab es 865 Kisten im Pankissi-Tal, 1901 waren es 1352, 1979 rund 6000.

## Religion
Zunächst bekannten sich die Kisten zum Christentum. Der Statthalter des Bezirks Tianeti, Fürst Tscholoqaschwili, hatte seine Erlaubnis zur Ansiedlung von einem Übertritt der Einwanderer zum Christentum abhängig gemacht. Erst in der zweiten Hälfte des 20. Jahrhunderts wechselte die Mehrzahl der Kisten zum Islam. Bis vor wenigen Jahren lebten noch immer nichtislamische Kisten im Dorf Dschoqolo.

## Sprache, Kultur
Die Kisten sprechen eine Sprache der auch in Tschetschenien verbreiteten (wei)nachischen Familie. Die Sprache wird fast nur gesprochen, aber nicht geschrieben, weil sie an den regionalen Schulen, angeblich wegen Lehrermangels, nicht gelehrt wird.
Kistische Frauen rauchen zumeist nicht in der Öffentlichkeit und trinken, wenn überhaupt, nur symbolisch. Sind sie verheiratet, tragen die meisten ein Kopftuch. Die ethnische Minderheit heiratet meist unter sich. Ehen mit Georgiern werden nur selten eingegangen, kommen aber vor, besonders mit benachbarten ethnischen Gruppen wie den Tuschen.